# Tanabe, Wakayama
Tanabe (japanska: 田辺市?, Tanabe-shi) är en stad i Wakayama prefektur i Japan. Staden fick stadsrättigheter 1942.